# Serviço (tênis)

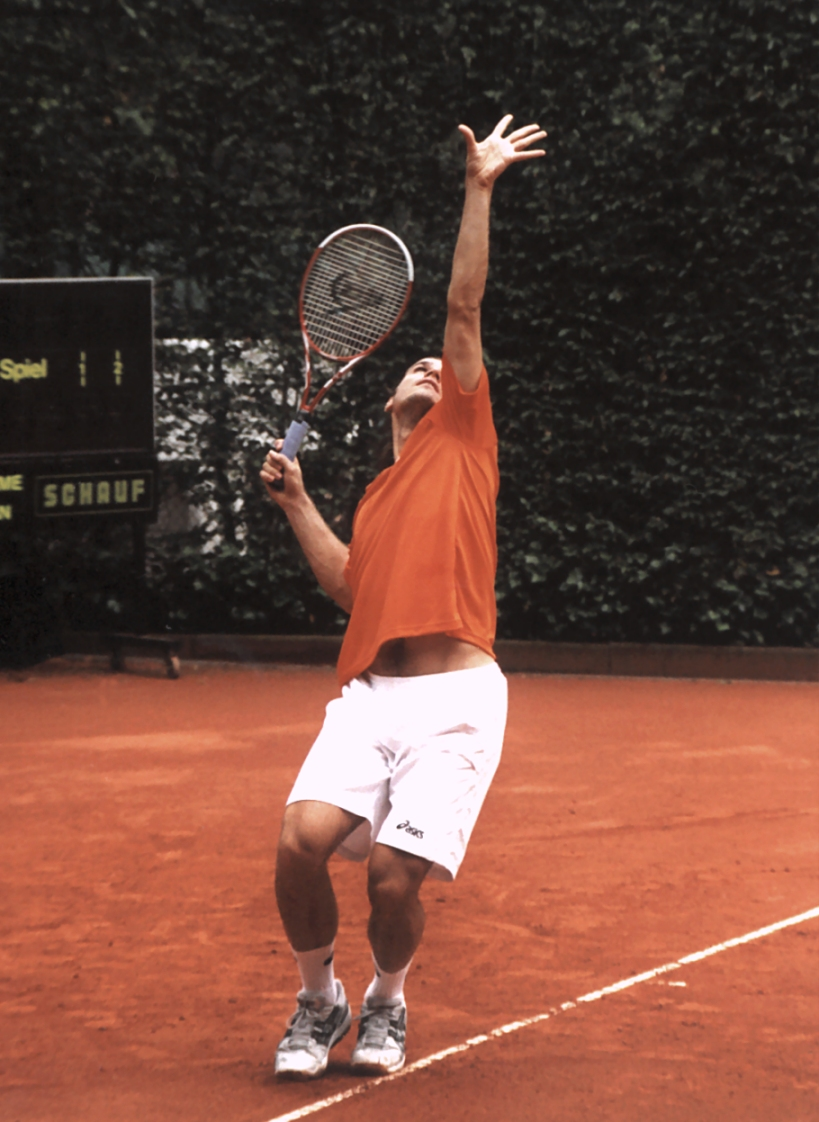
Tommy Haas servindo

No tênis, o serviço ou saque é o lançamento da bola para iniciar um ponto. Geralmente é feito lançando a bola no ar, e então atingindo-na com a raquete.

## Posicionamento
O serviço deve ser feito atrás da linha-de-base, o tenista não deve toca-la, caso contrário cometerá uma falta (foot-fault). No primeiro ponto de qualquer game iniciado, deve se começar na sua direita (na perspectiva do tenista sacador), fazendo o serviço em diagonal dentro da quadra. No ponto seguinte deve ser trocado de posição, agora sacando no lado esquerdo, essa troca é constante até o final da partida, tendo sempre que sacar alternadamente de posição.

## Serviço válido
O serviço é validado quando ele é feito diagonalmente, ultrapassando a rede divisória, e caindo dentro do quadrante diagonal da quadra adversária.
Não é valido quando:
- Não ultrapassa a rede;
- Ultrapassa a rede, mas, não cai no quadrante diagonal;
- Quando toca na fita e caia no quadrante, isto é considerado let, e o serviço é retornado;
- O tenista pisa na linha-de-base, é chamado (foot-fault).

## Tipos
Basicamente existem 2 tipos de saques usados no tênis: o "saque por cima" e o "saque por baixo". Ambos são legais em profissionais e jogo amador. A diferença entre eles é que no primeiro, a bate-se na bola quando esta está numa altura acima da cabeça, e no segundo, quando a bola está abaixo do nível de seu ombro. 
Quando um tenista usa o "saque por cima", ele pode variar a forma de bater na bola, dificultando, assim, a devolução do adversário. No jogo de tênis, há quatro saques comumente usados: o "flat service", o "slice serve", o "kick serve" e o "saque por baixo". Com isso, bons sacadores podem ganhar uma vantagem tática variando o tipo de saque e a colocação da bola. O saque plano e o saque de fatias são usados principalmente como primeiros saques, porque eles são mais propensos a produzir um ás ou forçar um erro, embora eles exijam alta precisão. O segundo saque costuma ter topspin ou chute neles, o que os torna menos propensos a cair na rede ou fora dos limites. Kick serve também fazer uma boa mudança como um primeiro saque.

### Saque por Baixo
O chamado "saque por baixo" acontece quando o jogador atinge a bola abaixo do nível de seu ombro. No tênis infantil, as crianças pequenas podem ser encorajadas a usar este tipo de saque em quadras de 36 pés (11 m). Embora este saque seja legal, pode ser visto como antidesportivo no tênis adulto. Alguns exemplos notáveis de saque por baixo incluem o realizado por Michael Chang nas oitavas de final no Aberto da França de 1989 contra Ivan Lendl (conseguindo o ponto crucial na partida), e o da Martina Hingis, esta sendo vaiado pela torcida, no Aberto de França de 1999.
Em 2019, em uma partida de exibição antes do Aberto da Austrália, Bernard Tomic conseguiu um ace "diferente" contra Nick Kyrgios. Enquanto quicava a bola, ele sacou por baixo das pernas, logo após a bola ter quicado. a jogada só valeu pois se tratava de um jogo de exibição. Isso porque o saque foi feito após a bola pingar no chão, o que é proibido pela ITF (Federação Internacional de Tênis). Conforme a regra 16 do livro de regras da entidade, "o sacador deve lançar a bola com a mão em qualquer direção e golpear a bola com a raquete antes que ele toque o solo".

## Galeria

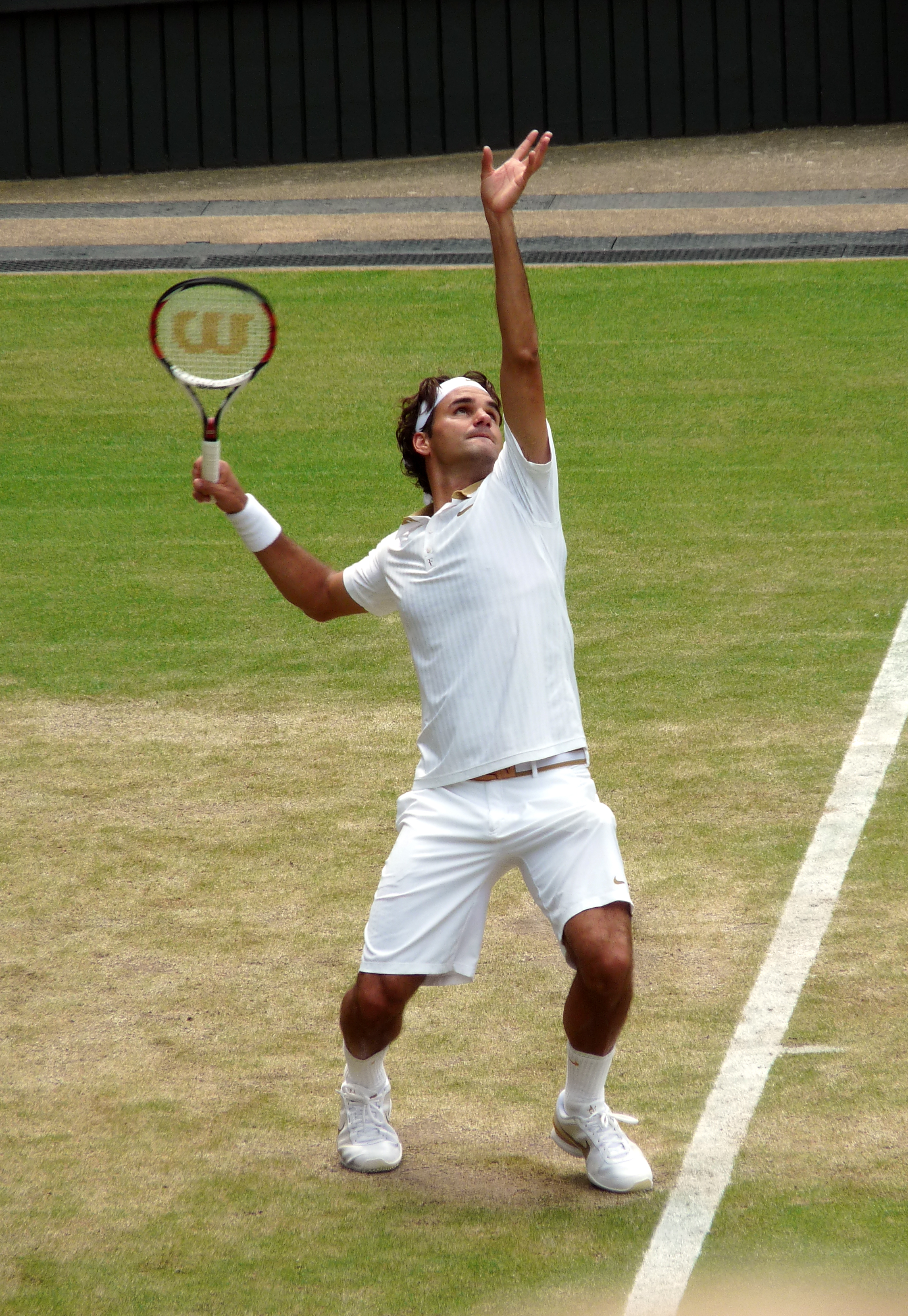
Roger Federer servindo Wimbledon 2009 .
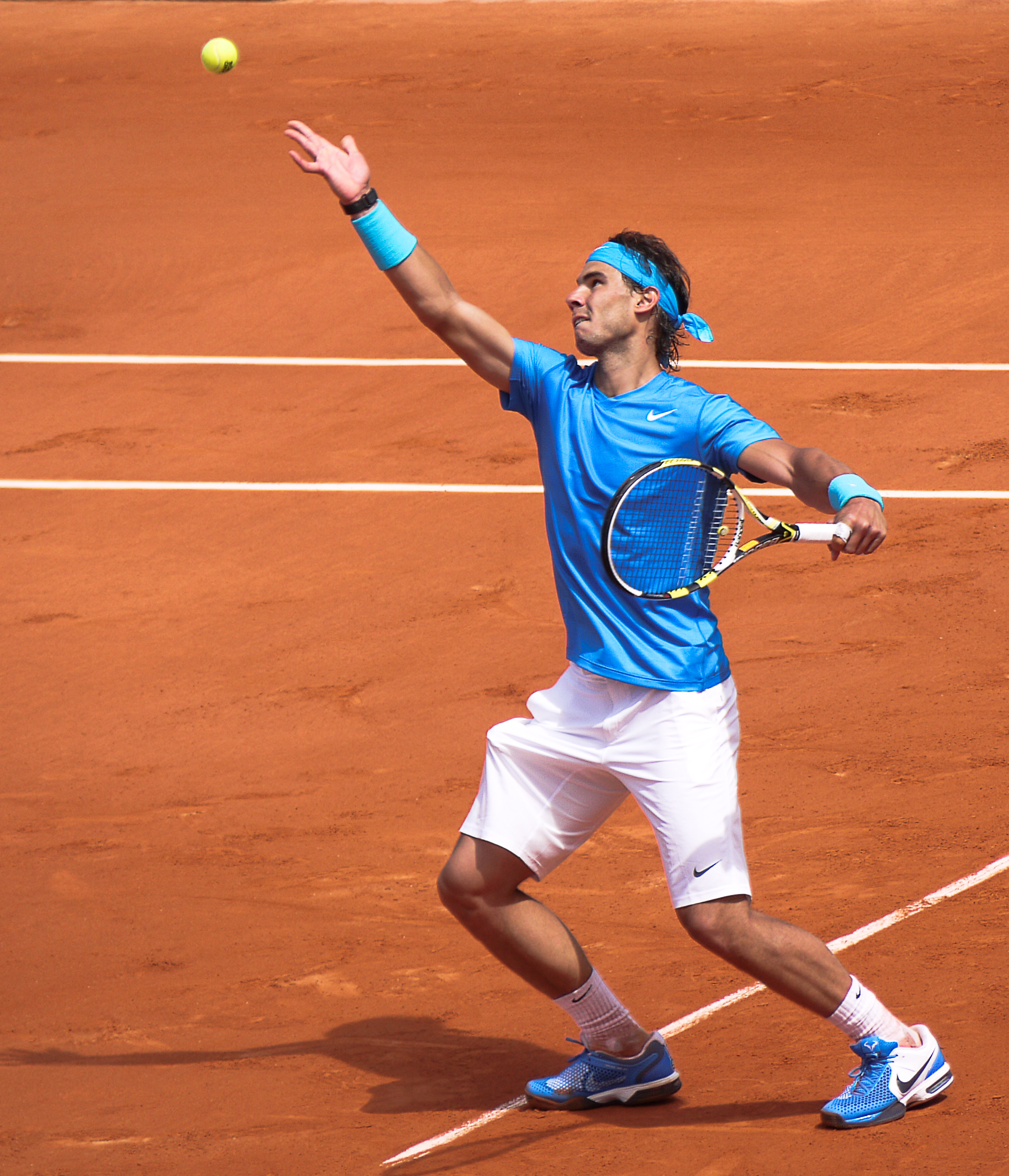
Rafael Nadal servindo em Roland-Garros de 2011.
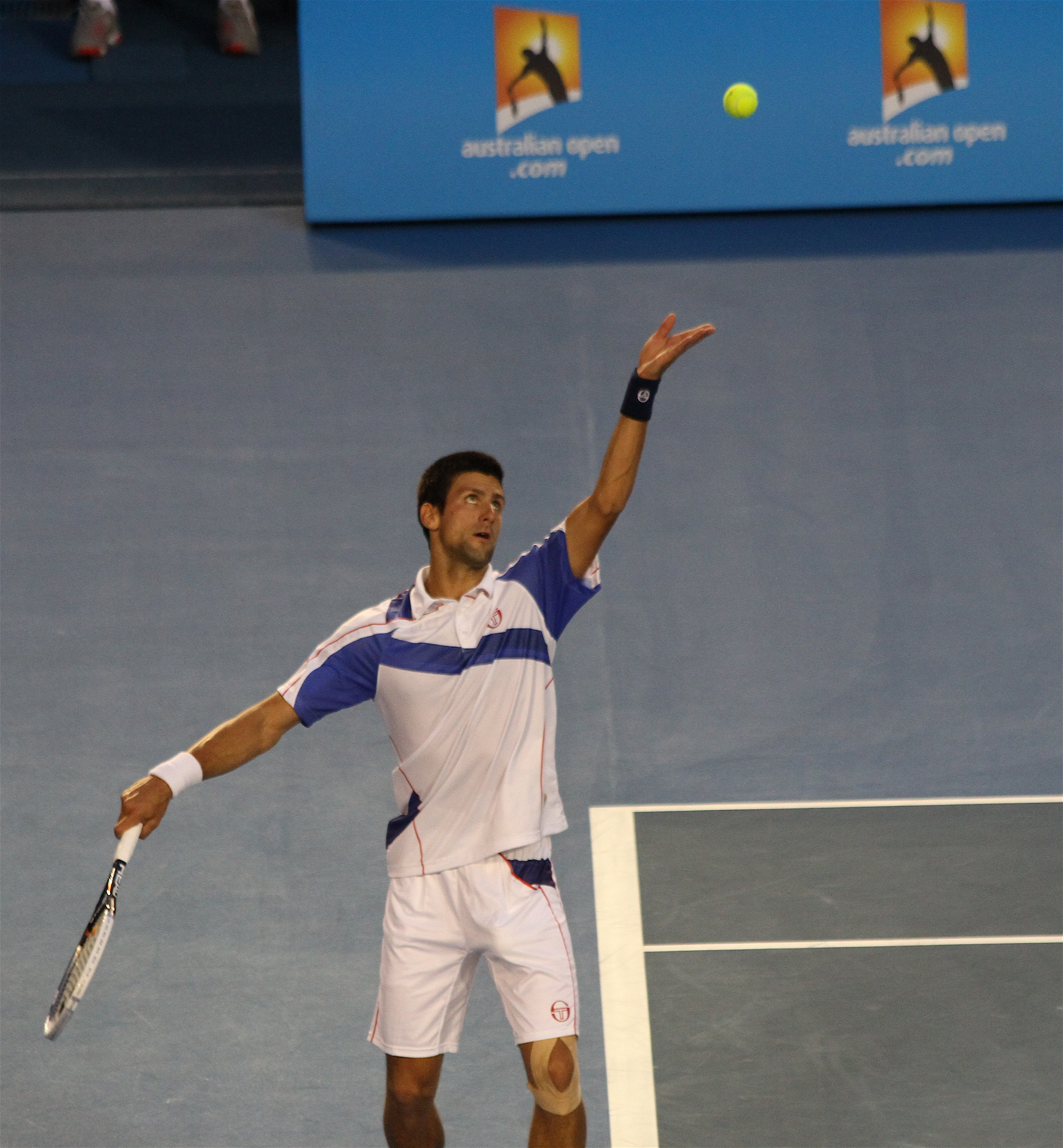
Novak Djokovic servindo no Australian Open.
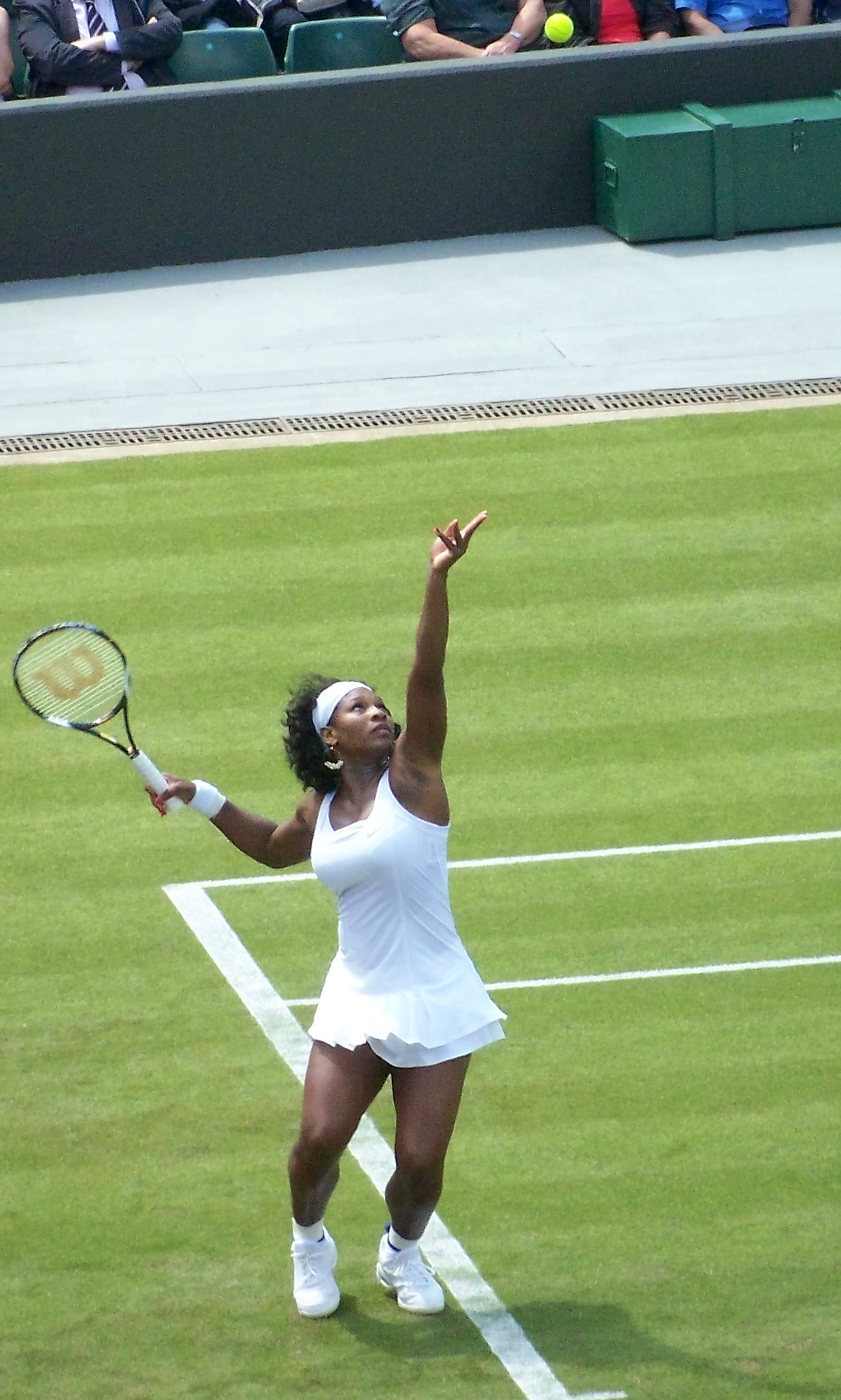
Serena Williams servindo em Wimbledon.
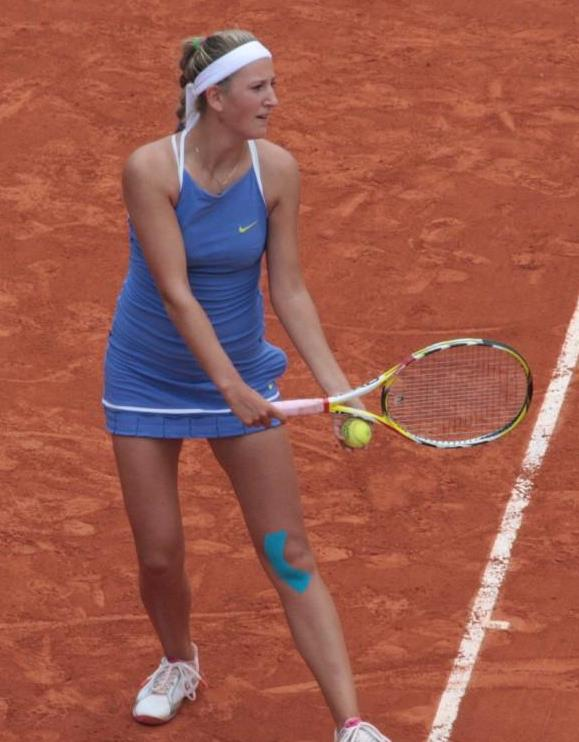
Victoria Azarenka preparando para servir em Roland-Garros de 2009.
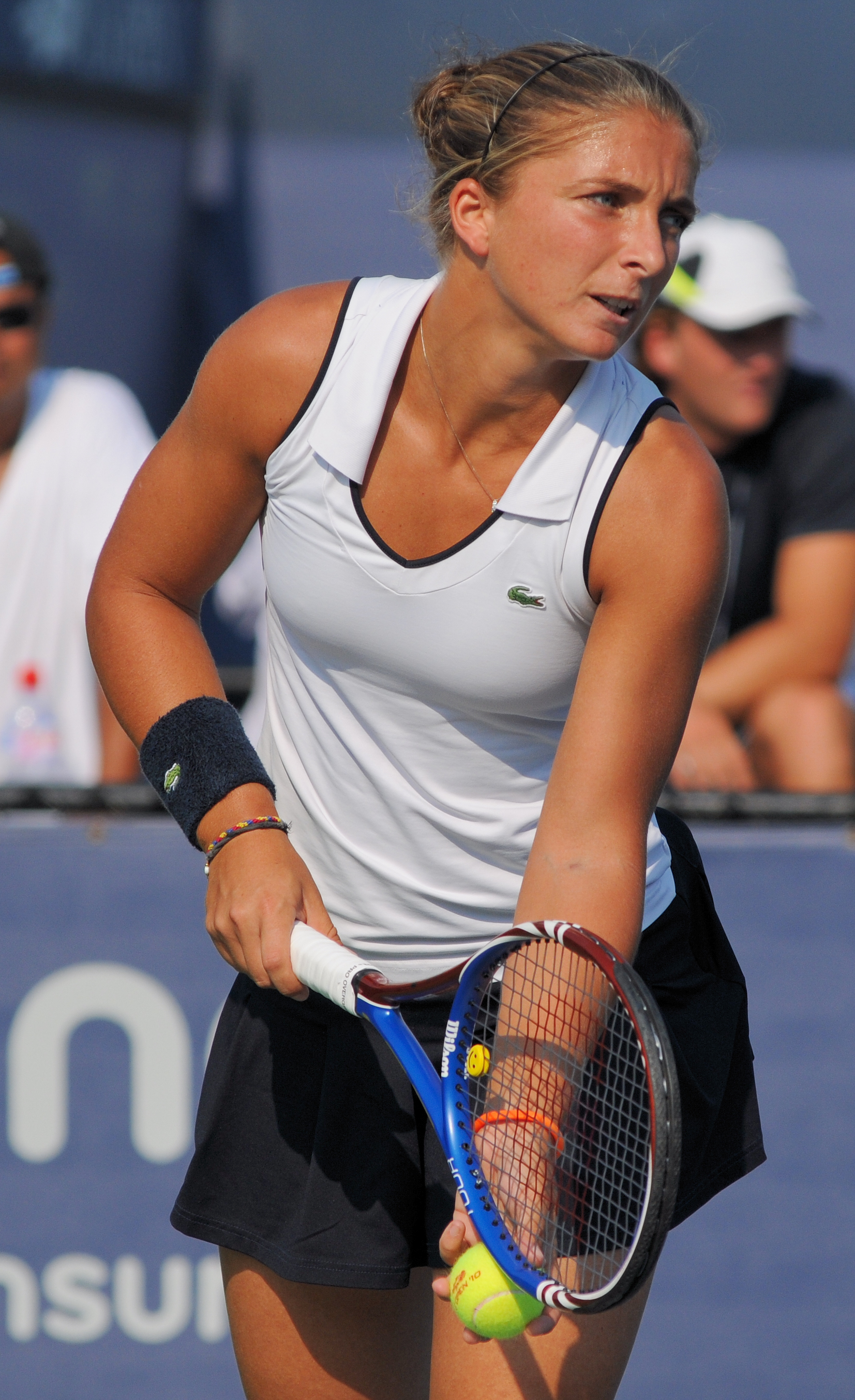
Sara Errani preparando para servir no US Open.